# Michal Beran
Michal Beran (* 22. srpen 2000) je český profesionální fotbalista, který hraje na pozici ofenzivního záložníka za český klub FK Jablonec. Je také bývalým českým mládežnickým reprezentantem.

## Klubová kariéra

### Mládežnické roky
Mládežnické roky strávil postupně v týmech Slovácka, Bohemians a Liberce.

### FC Slovan Liberec
Svou premiéru v dresu A-týmu Liberce si odbyl 28. srpna 2019 ve druhém kole MOL Cupu proti Mariánským Lázním. Následně v dresu Liberce odehrál další tři zápasy národního poháru (včetně finále proti Spartě), nastoupil také do dvanácti prvoligových utkání (první branku vstřelil 30. května 2020 do sítě Slovácka).
V průběhu své první sezony v A-týmu nastupoval také v třetiligovém "béčku", za které odehrál 11 zápasů a vstřelil jednu branku.

### SK Slavia Praha
3. srpna 2020 přestoupil do kádru aktuálního mistra nejvyšší české soutěže SK Slavia Praha. Během tří týdnů byl ale obratem poslán na hostování zpět do Liberce. První start za A-tým Slavie si připsal 16. ledna 2021 proti SK Sigma Olomouc, kdy přišel na hřiště na závěr utkání.
Hned 19. ledna ale dostal šanci od začátku zápasu v utkání MOL Cupu proti Dukle.

#### FC Slovan Liberec (hostování)
24. srpna 2020 byl odeslán na hostování zpět do Liberce. V průběhu čtyři měsíce dlouhého hostování odehrál deset ligových utkání, branku nevstřelil. Nastoupil také do osmi utkání v rámci Evropské ligy proti FK Riteriai, FCSB, APOELu Nikósie, Gentu, Crveně Zvezdě Bělehrad a Hoffenheimu, ani v těchto zápasech branku nevstřelil.

#### FK Pardubice (hostování)
Před sezónou 2021/2022 odešel na roční hostování do FK Pardubice. V týmu z východu Čech si připsal svůj debut 24. července 2021 proti MFK Karviná. Během remízy 2:2 byl na hřišti celý zápas.

## Reprezentační kariéra
Nastoupil do celkem 4 mezistátních utkání v dresu České republiky ve věkových kategoriích do 15, 16 a 20 let.

## Klubové statistiky
| Tým                 | Sezona        | Liga   | Liga   | Pohár  | Pohár  | Evropské poháry | Evropské poháry |
| Tým                 | Sezona        | Zápasy | Branky | Zápasy | Branky | Zápasy          | Branky          |
| ------------------- | ------------- | ------ | ------ | ------ | ------ | --------------- | --------------- |
| FC Slovan Liberec   | 2019/20       | 12     | 1      | 4      | 0      | -               | -               |
| FC Slovan Liberec B | 2019/20 (ČFL) | 11     | 1      | -      | -      | -               | -               |
| FC Slovan Liberec   | 2020/21       | 10     | 0      | 0      | 0      | 8               | 0               |
| SK Slavia Praha     | 2020/21       | 6      | 0      | 2      | 0      | 0               | 0               |
| FK Pardubice        | 2021/22       | 1      | 0      | 0      | 0      | -               | -               |
| Celkem              | Celkem        | 40     | 2      | 6      | 0      | 8               | 0               |